# Kalombo Mwansa
Kalombo Thomson Mwansa (* 9. September 1955; † 15. März 2020 in New Kasama, Lusaka) war ein Politiker und Hochschullehrer in Sambia.
Kalombo Mwansa hatte mehrere akademische Grade an in- und ausländischen Hochschuleinrichtungen erworben. Das waren der Bachelor of Laws von der University of Zambia, der Master of Laws an der Harvard University (USA), ein Master of Philosophy in Kriminologie von der Cambridge University (UK) und promovierte zum Ph.D. im Bereich der Kriminologie an der University of London. Der Titel seiner 1992 abgeschlossenen Dissertation lautet Property crime and the criminal process in Lusaka Magistrate’s Courts (deutsch etwa: „Eigentumsdelikte und der Strafprozess vor den Gerichten von Lusaka“).
Mwansa war Vizekanzler der Cavendish University Zambia (CUZ).
Kalombo Mwansa war von Juli 2002 Außenminister der Republik Sambia, bis er im Rahmen einer Kabinettsumbildung im Januar 2005 den bisherigen Innenminister Ronnie Shikapwasha im Amt ablöste und schließlich am 5. August 2005 Minister für Bergbau und Rohstofferkundung wurde. 2006 wurde er zum Mitglied der Nationalversammlung Sambias gewählt.
Kalombo Mwansa lebte in New Kasama, einem Stadtteil von Lusaka.